# Coenonympha meadewaldoi
Coenonympha meadewaldoi är en fjärilsart som beskrevs av Henry John Elwes 1905. Coenonympha meadewaldoi ingår i släktet Coenonympha och familjen praktfjärilar. Inga underarter finns listade i Catalogue of Life.